# Gnomidolon insulicola
Gnomidolon insulicola är en skalbaggsart som beskrevs av Bates 1885. Gnomidolon insulicola ingår i släktet Gnomidolon och familjen långhorningar.
Artens utbredningsområde är:
- Panama.
- Venezuela.

Inga underarter finns listade i Catalogue of Life.